# 鳥取県立青谷高等学校
鳥取県立青谷高等学校（とっとりけんりつ あおやこうとうがっこう、Tottori Prefectural Aoya High School）は、鳥取県鳥取市青谷町青谷に所在する公立の高等学校。略称は「青高」。

## 概要
歴史
1948年（昭和23年）に定時制高校として開校。数回の改称・改編を経て、1953年（昭和28年）に全日制高校となる。2013年（平成25年）に創立65周年を迎える。
設置課程・学科
全日制課程 総合学科
- 文理探究系列
- ビジネス・情報系列
- 福祉・保育・生活科学系列
- 芸術文化系列

教育の特色
特色ある教育として、情報教育と国際理解教育が挙げられる。県内高校で最初に鳥取県情報ハイウェーに接続され、ブロードバンドを通して、アメリカ領サモアやホノルルの中高一貫校などと交流していた。また毎年、「青高祭」（学校祭のことである）では韓国・居昌中央高等学校と中国・大倉師範学校から生徒を招聘し、日中韓高校生国際シンポジウムを開催している。（2007年度は「青高祭」を「文化祭部分」と「シンポジウム、体育祭部分」に分割し実施し、2009年度は文化祭・体育祭の青高祭と分離して実施されている。しかし2008年度のシンポジウムは中国、韓国の交流校の都合で開催できなかった。）本シンポジウムは旧青谷町主催であったが、市町村合併で青谷町消滅後も鳥取市から予算配分してもらい、継続開催している。
教育理念
「考えよ、体を動かせ、言葉を磨け」- 自らを主体的な学習者とし、生活の中から何かを学びとり、それを人に伝えることに重点をおいた教育が行われている。

## 沿革
- 1948年（昭和23年）
  - 4月27日 - 定時制高校「鳥取県立青谷高等学校」が設立される。定時制普通科の中心校と、定時制農業科の鹿野分校を設置。
  - 5月1日 - 「鳥取県立青谷高等学校」が開校。
- 1951年（昭和26年）4月1日 - 鳥取県立鳥取東高等学校湖山校舎・美和分校（旧鳥取実業高等学校）と統合され、「鳥取県立気高[1]高等学校」が発足。
  - 青谷校舎には全日制普通科が設置される。
- 1953年（昭和28年）
  - 4月1日
    - 青谷校舎が「鳥取県立青谷高等学校」（再）として独立。定時制課程の募集を停止。
    - 湖山校舎・美和分校・鹿野分校を鳥取県立鳥取農業高等学校[2]へ移管。
- 1955年（昭和30年）4月1日 - 家庭科を設置。
- 1976年（昭和51年）4月1日 - 家庭科の募集を停止。
- 1978年（昭和53年）3月31日 - 家庭科を廃止。
- 1995年（平成7年）4月1日 - 普通科にコース制（国際・情報・文理コース）を導入。
- 1999年（平成11年）4月1日 - 総合学科を設置。
- 2001年（平成13年）3月31日 - 普通科を廃止。
- 2008年（平成20年）6月20日 - 創立60周年記念式典開催。
- 2018年（平成30年）5月2日 - 創立70周年記念式典開催。